# 플라스틱 플라밍고
핑크 플라스틱 플라밍고(plastic flamingo)는 정원 요정과 함께 미국에서 가장 유명한 잔디 장식 중 하나이다.

## 역사

### 유니언 프로덕츠
핑크 잔디 플라밍고는 1957년 돈 페더스톤이 디자인하였다. 최초의 핑크 플라밍고의 이름은 디에고(Diego)였으며, 미국 대중문화의 아이콘이 되어 1996년 이그 노벨상 예술 부문을 수상하였다. 심지어는 어두운 밤에 희생자의 잔디밭에 핑크 플라밍고 떼를 잔뜩 설치하는 잔디 인사(lawn greeting) 사업도 생겨났다. 존 워터스의 1972년 영화 《핑크 플라밍고》가 개봉한 후에 플라스틱 플라밍고는 잔디 키치의 전형적인 예시가 되었다.
그 이후로 많은 모조품이 잔미마당과 가게 진열대에까지 퍼져나갔다. 1987년(플라스틱 플라밍고 30주년)부터 2001년까지 유니언 프로덕츠에서 생산한 진품 핑크 플라밍고는 뒷면 하단에 새겨진 돈 페더스톤의 서명으로 식별이 가능하다. 이 공식 플라밍고는 한 쌍 단위로 판매되었으며, 한 마리는 똑바로 서 있고 다른 한 마리는 머리를 땅에 대고 먹이를 "섭취"한다. 2000년 페더스톤이 은퇴한 지 얼마 지나지 않아 유니언 프로덕츠는 서명이 없는 새를 생산하기 시작하였다. 2001년 12월, 기발한 연구 연감(이그 노벨상 수여단)이 배드 아트 미술관과 협력하여 불매 운동의 형태로 이러한 누락에 항의하였다. 매사추세츠주 레오민스터 소재의 유니언 프로덕츠는 2006년 11월 1일 핑크 플라밍고 생산을 중단하였다.

### HMC 인터내셔널 LLC
패스터폼 코퍼레이션의 자회사인 HMC 인터내셔널 LLC는 2007년 페더스톤의 오리지널 플라스틱 플라밍고의 저작권과 플라스틱 틀을 구입하였다. HMC는 플라밍고 생산을 위해 이러한 생산을 전문으로 하는 매사추세츠주 레오민스터 소재의 취입성형업체 카도 매뉴팩처링 주식회사(Cado Manufacturing, Inc.)에 하도급을 주었다. 2010년 카도 매뉴팩처링은 HMC에게 핑크 플라밍고를 포함한 유니언 프로덕츠 제품군 전체와 저작권을 구입하였다.

## 미주알고주알
2009년 위스콘신주 매디슨 시의회는 도시를 상징하는 새로 플라스틱 플라밍고를 지정하였다. 도시의 축구 클럽인 포워드 매디슨 FC는 로고에 플라스틱 플라밍고를 사용한다.
주택 소유자 협회 일부는 플라스틱 플라밍고를 비롯하여 이와 유사한 잔디 장식의 설치를 금지한하고, 이러한 장식이 이웃의 부동산 가치를 떨어뜨린다는 이론에 근거하여 해당 장식을 설치한 주택 소유자에게 벌금을 부과한다.

## 대중문화
매체와 창작물에서 플라스틱 플라밍고는 키치, 악취미, 싸구려의 상징으로 종종 쓰인다.
- 영화 《핑크 플라밍고》의 제목은 이 장식의 이름을 따서 지은 것으로, 플라스틱 플라밍고가 쓰레기와 키치의 아이콘이 되는 데 일조하였다.
- 텔레비전 시트콤 《외계인 알프》에서 이웃 오흐모넉 부부의 정원 플라밍고에 대한 농담은 러닝 개그이다.
- 컴퓨터 게임 《심즈》에서 플라스틱 플라밍고는 가장 저렴한 정원 장식이다.
- 애니메이션 영화 《노미오와 줄리엣》에는 짐 커밍스가 목소리를 맡은 정원 플라밍고가 발명가의 이름을 딴 페더스톤이라는 이름으로 등장한다. 페더스톤은 영화의 속편인 《셜록 놈즈》에는 등장하지 않는다.
- 텔레비전 쇼 《엑스파일》의 에피소드 〈낙원의 괴물〉(Arcadia)에서 멀더는 이웃 규칙을 어기고 세든 집 잔디밭에 플라스틱 플라밍고 한 마리를 놓는다.

## 같이 보기
- 인조잔디

## 참고 문헌

### 서지
- Pescovitz, David (2006). “Pink flamingos, RIP”. BoingBoing. 2007년 3월 14일에 원본 문서에서 보존된 문서. 2008년 4월 23일에 확인함. Published: October 19, 2006.
- Kaswell, Alice Shirrel (2001년 12월 21일). “Join the Plastic Pink Flamingo Boycott!”. Annals of Improbable Research. 2011년 7월 16일에 확인함. Describes the change in design and calls for boycott.
- Price, Jenny (2006). “In the Pink No More”. 《The New York Times》. 2008년 4월 23일에 확인함. Published November 17, 2006 - Reflects on the shutdown of the original plastic-flamingo factory and the flamingo's impact on popular culture.
- Featherstone, Don; Herzing, Tom (1999). 《The Original Pink Flamingos: Splendor on the Grass》. Schiffer Publishing. ISBN 978-0-7643-0963-2.